# Ketel Marte
Ketel Ricardo Marte Valdez (Nizao, 12 ottobre 1993) è un giocatore di baseball dominicano che gioca nel ruolo di seconda base per gli Arizona Diamondbacks della Major League Baseball (MLB).

## Carriera

### Minor League Baseball
Marte firmò con i Seattle Mariners come free agent internazionale il 13 agosto 2010. Iniziò a giocare nel 2011 nella Dominican Summer League. Nel 2012 venne trasferito nella classe A-breve, giocando nel corso della stagione anche nella classe A. L'anno seguente venne promosso a stagione in corso nella classe A-avanzata. Nel 2014 iniziò nella Doppia-A esordendo più avanti nella Tripla-A. Iniziò la stagione 2015 nella Tripla-A.

### Major League Baseball

#### Seattle Mariners
Marte debuttò nella MLB il 31 luglio 2015, al Target Field di Minneapolis contro i Minnesota Twins. Le sue prestazioni portarono la squadra a scambiare l'altro interbase Brad Miller. Tuttavia, Marte faticò nel 2016, battendo con una media di .259, con .287 di percentuale di arrivo in base e subendo 84 strikeout in 119 gare. Nel corso della stagione i Mariners tentarono di cederlo ai Cincinnati Reds per Zack Cozart ma l'operazione non andò in porto.

#### Arizona Diamondbacks
Il 23 novembre 2016, i Mariners scambiarono Marte e Taijuan Walker con gli Arizona Diamondbacks per Jean Segura, Mitch Haniger e Zac Curtis. Marte iniziò la stagione 2017 nelle minor league. Fu promosso nelle major il 28 giugno. Nella sua prima gara di playoff, il 4 ottobre di quell'anno, batté due tripli nella vittoria per 11-8 sui Colorado Rockies, diventando l'ottavo giocatore a riuscirvi nella post-season. Prima della stagione 2018, Marte fu spostato nel ruolo di seconda base per fare spazio a Nick Ahmed. Quell'anno guidò la MLB in tripli con 12.
Con una media battuta di .316, 20 fuoricampo e 51 punti battuti a casa, nel 2019 Marte fu convocato come titolare per il suo primo All-Star Game.

## Palmarès
- MLB All-Star: 2

2019, 2024